# Guillermo de Ypres
Guillermo de Ypres ( en neerlandés: Willem van Yper; c. 1090-24 de enero de 1165 ) fue un noble flamenco y uno de los primeros jefes mercenarios de la Edad Media . Después de dos intentos infructuosos por hacerse con el Condado de Flandes, Guillermo se convirtió en lugarteniente de Esteban de Inglaterra durante el periodo de la Anarquía. Gobernó Kent, aunque sin título condal, hasta los primeros años del reinado de Enrique II, cuando regresó a Flandes. 

## Lucha por Flandes
Guillermo era hijo ilegítimo de Felipe de Loo, hijo del conde flamenco Roberto el Frisio y hermano menor de Roberto II de Flandes. La madre de Guillermo era una artesana textil, lo que rebajaba aún más su estatus; Luis VI de Francia señaló que ella nunca logró un mayor estatus. Se desconoce la fecha exacta de su nacimiento, y aunque C.1090 es la fecha de nacimiento más utilizada, también se serían plausibles otras fechas en esa misma década. Su hermano, Theobald Sorel, probablemente nació de otra relación. Su origen materno no le impidió tener una gran influencia en Flandes.  
Tras la repentina muerte sin hijos en 1119 del conde Balduino VII, primo de Guillermo, estalló una crisis sucesoria en el condado de Flandes. Aunque ilegítimo, Guillermo era el último descendiente masculino del conde Roberto I. Su reclamación al condado fue apoyada por la madre de Balduino, la poderosa viuda Clemencia de Borgoña, y su segundo esposo Godofredo I Lovaina, pero Flandes pasó al príncipe danés Carlos el Bueno, hijo de la hija de Roberto, Adela y Canuto IV de Dinamarca . Es posible que, en lugar de ser un participante activo, Guillermo fuera simplemente una marioneta de sus parientes más poderosos; el que no solo sobreviviera a la crisis de sucesión, sino que además hubiera recibido los mismos cargos que su padre, es decir, el Condado de Ypres y las localidades circundantes, refuerza la tesis de que fue así.
Carlos fue asesinado el 2 de marzo de 1127 por el Clan Erembald, que luego ofreció el condado a Guillermo; no obstante, Guillermo no quiso asociarse con ellos y cortó todos los lazos con los asesinos, llegando a ejecutar a uno de sus miembros el 20 de marzo. Luis VII, como señor supremo feudal, rechazó la pretensión de Guillermo, amparándose en la condición de su madre como excusa, pero esta vez Guillermo respondió por la fuerza. Utilizó fondos presuntamente recibidos del rey Enrique I de Inglaterra para contratar a 300 caballeros con los que ocupó Ypres y obligó a sus comerciantes a aceptarlo como conde. Enrique estaba deseoso de evitar que Flandes pasara a su sobrino, Guillermo Clito, otro contendiente y primo segundo de Ypres, ya que Clito también reclamaba el Ducado de Normandía a Enrique. La guerra unió a Ypres con otro sobrino de Enrique y también primo segundo suyo, Esteban de Blois . La ciudad de Ypres fue asediada un mes después, el 26 de abril, por Clito y Luis VI de Francia. Después de una dura lucha, los ciudadanos abrieron las puertas de Ypres, y Guillermo de Ypres fue encarcelado junto con su hermano el 10 de septiembre. En Brujas hubo una investigación sobre la muerte de Carlos el Bueno. No está claro cuán seriamente se consideró la participación de Guillermo, pero al final se libró de los cargos y fue liberado en marzo de 1128 tras haber prestado juramento de lealtad a Clito. Sin embargo, en esta etapa, Clito había perdido a la mayoría de sus aliados y había encontrado un nuevo enemigo en Teodorico de Alsacia, era hijo de Gertrude, la hija de Roberto el frisón. Clito fue asesinado en julio de 1128 en el asedio de Aalst, lo que permitió a Teodorico ser confirmado como Conde. Guillermo hizo un último intento para capturar  el condado en 1130, aunque los eventos han quedado muy oscurecidos. No fue capaz de derrotar a Teodorico y, a diferencia de sus predecesores, Teodorico desterró a Guillermo de Flandes en algún momento entre 1133 y 1135.

## La Anarquía
Tras su fracaso al intentar hacerse con el título de conde de Flandes, Guillermo se desplazó desde las tierras de su esposa en Sluis al condado de Boulogne de Esteban. El ascenso de Esteban al trono inglés tras la muerte de Enrique I en 1135 mejoraría finalmente la fortuna de Guillermo. Dirigió las tropas de Esteban contra las fuerzas de su prima, la hija de Enrique, la emperatriz Matilda, que pretendía el trono. Muchos de los soldados eran compañeros flamencos de Guillermo, incluido su hermano. La campaña de Esteban en Normandía fracasó porque los nobles locales se negaron a cooperar con Guillermo y otros flamencos.  
Guillermo estuvo mucho más activo en Inglaterra, donde participó en la batalla de Lincoln (1141), en la que Esteban fue capturado por las fuerzas de la Emperatriz. Guillermo se retiró con sus hombres cuando la batalla ya estaba perdida, por lo que fue reprendido por el autor de Gesta Stephani y excusado por Henry de Huntingdon. En este momento, la mayoría de los partidarios de Esteban se pasaron al bando de la Emperatriz o intentaron mantenerse neutrales. Guillermo, sin embargo, apoyó decididamente a la esposa de Esteban, Matilda I de Boulogne, que asumió el mando durante la prisión del Rey y tomó el control de todas las fuerzas de Esteban. Guillermo se distinguió durante el Tumulto de Winchester y otras dos batallas posteriores que acabaron con la liberación de Esteban. Estuvo implicado en algunos de los eventos más deshonrosos de la Anarquía, como el saqueo de la Abadía de Abingdon, la quema de la Abadía de Wherwell y Andover, y la amenaza de quemar St Albans .
Esteban recompensó a Guillermo con el condado de Kent y sus rentas en Navidad 1141. Aunque no existen pruebas de su creación como conde de Kent, los cronistas le describen como "poseyendo el condado" y "teniendo Kent en su custodia". Ejerció los mismos poderes sobre este condado que otros condes sobre los suyos, aunque nunca aceptó el apelativo condal. Guillermo perdió su vista a finales de los años 1140, lo que puso fin a su carrera militar y pudo haber contribuido a la decisión de Esteban de designar al hijo de Matilde, Enrique Plantagenet, como su heredero. Guillermo fundó la Casa Cisterciense de Boxley c. 1146 y dotó monasterios en Flandes.

## Últimos años
A pesar de su feroz lealtad al rey Esteban, Guillermo fue muy impopular, principalmente por ser extranjero, pero también debido al saqueo y la extorsión (común entre los magnates ingleses). A la muerte de Esteban en 1154, la corona pasó a Enrique Plantagenet, que consideró necesario desde el punto de vista militar y político desterrar a los flamencos y a otros extranjeros. Inicialmente, Guillermo se aferró a Kent pero, anciano y ciego, no podía ser de utilidad para el nuevo monarca. Salió de Inglaterra en 1157 y regresó a Lo en Flandes, viviendo tranquila y piadosamente. Murió allí el 24 de enero de 1165.  

## Lectura más lejana
- James Bruce Ross (traductor), The Murder of Charles the Good, 2.ª edición 2005